# Susan Choi
Susan Choi (n. 28 ianuarie 1969, Indiana, SUA) este o scriitoare americană.

## Biografie
Choi are un tată coreean și o mamă americană de origine evreiască. După ce părinții au divorțat, s-a mutat la Houston împreună cu mama ei. Choi a studiat literatura la Universitatea Yale (BA, 1990) și la Universitatea Cornell (MFA). După absolvire, a lucrat ca fact checker la The New Yorker. Ea predă scrierea creativă la Universitatea Yale. Este căsătorită cu jurnalistul Pete Wells și locuiește în Brooklyn.
Primul roman al lui Choi, The Foreign Student, a fost publicat în 1998 și a câștigat premiul Asian American Literary Award for Fiction. Cu David Remnick, ea a editat o antologie de nuvele Wonderful Town: New York Stories from The New Yorker . Pentru cel de-al doilea roman al ei, American Woman, in care a cercetat activista Wendy Yoshimura, a fost selecționată pentru Premiul Pulitzer în 2003. Romanul A Person of Interest a fost finalist la Premiul PEN / Faulkner în 2009. În 2019, Choi a primit National Book Award pentru Trust Exercise.

## Opere
- The Foreign Student. 1998 ISBN 0-06-019149-X
- cu David Remnick (ed.): Wonderful Town: New York Stories from The New Yorker . 2000 ISBN 0-375-50356-0
- American Woman . 2003 ISBN 0-06-054221-7
- A Person of Interest . 2008 ISBN 978-0-670-01846-8
- My Education. 2013 ISBN 0-67-002490-2
- Trust Exercise. 2019 ISBN 978-1-250-22202-2
- cu John Rocco: Camp Tiger . Carte cu imagini. 2019 ISBN 978-0-399-17329-5.

### Opere traduse în limba română
- Exercițiu de încredere, traducere Mihaela Buruiană, editura Humanitas Fiction, 2021, ISBN 9786067798555

## Legaturi externe
- Materiale media legate de Susan Choi la Wikimedia Commons
- Site web oficial
- de Susan Choi în Catalogul Bibliotecii Naționale a Germaniei (Informații despre Susan Choi • PICA • Căutare pe site-ul Apper)
- Lucrări de sau despre Susan Choi în biblioteci (catalog WorldCat)
- de Susan Choi în Perlentaucher
- Susan Choi, la Yale